# Jakub Wachter
Jakub Wachter, také Vachter (16??? – 26. ledna 1741 Brno) byl český varhaník a hudební skladatel.

## Život
Datum a místo narození není známé. Hudební vzdělání získal u císařského dvora ve Vídni. V letech 1705–1714 byl varhaníkem ve Znojmě. 20. dubna 1714 se stal varhaníkem v chrámu sv. Jakuba v Brně, kde působil až do své smrti v roce 1741. Komponoval ve stylu vídeňského baroka. Byl rovněž významným hudebním pedagogem. Z jeho žáků vynikl zejména varhaník a skladatel Jan Brixides.

## Dílo
Na kůru kostela sv. Jakuba bylo nalezeno několik chrámových skladeb pro sóla, sbor, malý orchestr a varhany. Největší z těchto děl je Requiem, které také zaznělo v den pohřbu skladatele 28. ledna 1741.